# 荒原狼
《荒原狼》（也譯作荒野之狼）這是一本德國、瑞士小說家赫爾曼·黑塞所著作的自傳體小說。

## 背景
這本1928年出版的小說反映黑塞在1920年代心靈所面臨的危機。黑塞在一九二六年曾接受心理治療。他的醫師是荣格（Carl Gustav Jung）的學生。這篇小說明顯受到荣格分析心理學（Analytical Psychology）的強烈影響。全書主題是荣格式的心靈成長，稱為個性化（Individuation） 或自我實現 （Self realization）。
這本小說的中心人物哈瑞·黑勒（Harry Haller）是黑塞本人第二次婚姻觸礁後的寫照。習慣於布爾喬亞（Bourgeois）生活的哈瑞，其深入又獨立的思想使他看出德國受到軍事與工業勢力的影響與控制，正一步步的邁向戰爭。他和平主義的意見與周遭平庸的布爾喬亞格格不入。缺乏家庭溫暖又無社交活動的哈瑞在強烈理性又孤立的生活中，已經不知道感覺與感情為何物。他只覺得心中有一隻原始有野性的荒原狼（Steppenwolf），時時會不由自主的爆發出來。一方面他是受良好教育的知識份子，另一方面他是衝動直率又孤僻的荒原狼。深陷入矛盾接近自殺邊緣的哈瑞依靠他本身無意識（Unconscious）中的阿尼瑪與自性引導調和心靈中的理性與感性。

## 內容
本書以哈瑞房東姪子的角度開始。他發現哈瑞遺留下來的手稿。
哈瑞在無意中得到一本荒原狼的條約，其中詳述他的困境。哈瑞在與一位教授朋友吃飯時起了衝突。哈瑞深感內心的矛盾，在自殺邊緣掙扎。哈瑞被導引入一舞廳並與赫爾米娜邂逅。
赫爾米娜教導哈瑞跳舞，並介紹瑪麗亞為他的性愛女伴，巴布羅為他的朋友。帶他走出自我封閉的生活。赫爾米娜很像哈瑞的朋友赫爾漫（Herman），影射她是哈瑞的阿尼瑪。赫爾米娜並要哈瑞在愛上她以後殺了她。巴布羅是與哈瑞完全相反的自性，哈瑞與巴布羅成為朋友象徵理性與感性的調和。巴布羅和赫爾米娜請哈瑞進入魔術劇場。魔術劇場可說是哈瑞的一場啟發性的夢。
主張和平主義的哈瑞在劇場中向機器開戰。以戰爭的手段達成和平主義是矛盾的，但也反映這世界的荒謬。哈瑞與他作神學教授的朋友狙擊汽車的駕駛人，並炸死不願離開汽車的總檢察官。總檢察官代表哈瑞所恨惡的軍事與工業勢力。優秀的軍事紀律與先進的工業技藝是德國人一向引以為傲的，但就是此勢力將德國推向二次世界大戰。作者本人就是因為看到德國邁向戰爭深感憂心，而於戰前離開德國移居瑞士。
哈瑞在劇場中馴狼；狼在劇場中馴哈瑞。反映作者所感受到人本身的矛盾。
哈瑞在魔術劇場中發現他愛上了赫爾米娜,但他卻因妒嫉而殺了剛與巴布羅做完愛的她。這反映作者本人對婚姻失敗的挫折感與作者所感受到人本身的矛盾。
哈瑞被定兩項罪名：在魔術劇場用虛幻的刀殺虛幻的女孩及利用魔術劇場為自殺的機制。哈瑞被判永生及在十二小時內不能進入魔術劇場並遭法庭上眾人嘲笑。莫札特和巴布羅勸哈瑞要以幽默的態度來面對。莫札特並要哈瑞聽他最討厭的收音機中的音樂。

## 分析
根據榮格的分析心理學，本書是黑塞本人的獨白。幾乎所有情節都是他心中的掙扎。書中的人物是他本身心靈中的原型：
- 哈瑞是有意識的自我（ego）。他是受良好教育的溫和知識份子。
- 荒原狼是無意識中的負面的陰影（Shadow）。它是衝動直率又孤僻的荒原狼。
- 赫爾米娜（Hermina）是阿尼瑪（Anima）。她是哈瑞心中的女性性格，是創造力與智慧之源，在這裡是他調和矛盾之旅的嚮導。
- 莫札特（Mozart）是心，或自性（Self ）。本書中的不朽者相當於榮格分析心理學中的老智者。給哈瑞條約與引哈瑞入舞廳的皆可視為哈瑞的自性。
- 巴布羅（Pablo）是一個很會體驗生活的爵士樂薩克斯風手。他具有哈瑞想要成為的性格。在魔術劇場中他是主人，是另一自性。
- 瑪麗亞（Maria）是一個理想的女友，提供包括性愛的愛情，卻不要求哈瑞負任何責任。

魔術劇場中種種矛盾的組合，讓哈瑞認識自己內心的矛盾與多面性。讀者可看出榮格式的心靈成長。有意識的自我靠無意識中阿尼瑪與自性引導與啟發而認識自己的矛盾，進而化解矛盾以達到自我實現的境界。

## 其他媒體
本小說於1974年由佛瑞德·海因斯拍為同名電影。
Sarbakan 有一同名針對青少年的互動遊戲。

## 外部連結
- Hermann Hesse's Steppenwolf （页面存档备份，存于）
- Steppenwolf the Genius of Suffering by Hassan M. Malik
- 天涯在線書庫-->荒原狼(黑塞)